# René-Louis de Voyer, markýz d'Argenson
René-Louis de Voyer de Paulmy, markýz d'Argenson (René-Louis de Voyer de Paulmy, 2. marquis d'Argenson, comte et seigneur d'Argenson, vicomte de Mouzé, seigneur de Paulmy) (18. října 1694, Paříž, Francie – 10. ledna 1757, Château-de-Segrez, Francie) byl francouzský státník a spisovatel. Od počátku vlády Ludvíka XV. zastával jako absolvent práv řadu nižších úřadů ve státní správě, po otci zdědil v roce 1721 titul markýze. Uplatnil se také jako diplomat a v letech 1744–1747 byl francouzským ministrem zahraničí. Patřil k významným osobnostem francouzského osvícenství z řad vysoké šlechty, byl přítelem Voltaira a prosadil se jako spisovatel. Ve svých dílech se věnoval politickým a ekonomickým tématům, jako první v historii použil termín volný trh. Jeho mladší bratr Marc-Pierre de Voyer, hrabě d'Argenson (1696–1764) byl dlouholetým ministrem války a reformátorem francouzské armády v polovině 18. století.

## Mládí

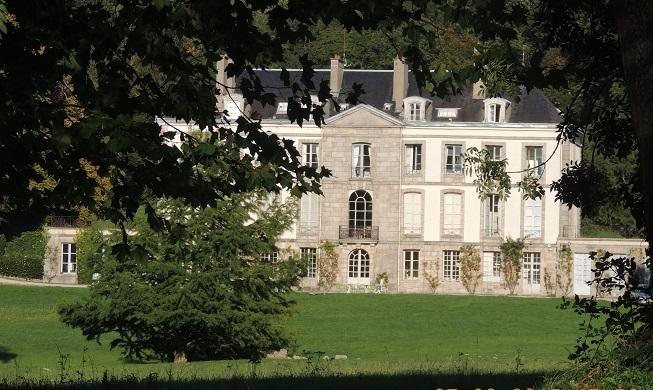
Château de Segrez, sídlo markýze d'Argenson v letech 1746–1757

Pocházel ze staré nižší šlechtické rodiny připomínané od 13. století v Touraine, jeho předkové se v 17. století začali prosazovat ve státních a diplomatických službách. Narodil se v Paříži jako starší syn státního ministra a generála policie Marca de Voyer (1652–1721), který v roce 1700 získal titul markýze d'Argenson. Studoval na jezuitské koleji (dnešní Lyceum Ludvíka Velikého), poté absolvoval práva (kolegou ze studií a pozdějším celoživotním přítelem byl Voltaire). Vzhledem k vlivnému postavení otce v době regentské vlády začal od mládí zastávat funkce ve státní správě, od roku 1716 byl radou pařížského parlamentu a v roce 1718 se stal právníkem u státní rady (maître des requêtes). V letech 1720–1724 byl intendantem ve Valenciennes (respektive v Henegavsku), v roce 1721 po otci zdědil titul markýze d'Argenson a od roku 1728 byl členem státní rady. V roce 1738 byl krátce vyslancem v Portugalsku a v letech 1742–1744 zastával funkci intendanta v Paříži.

## Ministr zahraničí a spisovatel

Erb rodu d'Argenson

V listopadu 1744 byl jmenován ministrem zahraničí a v této funkci se v době války o rakouské dědictví snažil vrátit Francii velmocenské postavení v Evropě. Jeho aktivity se však vyznačovaly nedostatkem koncepce, i když na přelomu let 1744–1745 inicioval se svým mladším bratrem, ministrem války hrabětem d'Argensonem tažení do Flander korunované triumfem u Fontenoy. Po smrti císaře Karla VII. měl snahu zabránit volbě manžela Marie Terezie římským císařem a jeho cílem bylo obnovení aliance s Pruskem a italskými státy. Nakonec byl obviňován, že diplomaticky nedokázal využít vítězství u Fontenoy a v lednu 1747 byl z úřadu ministra zahraničí odvolán. Vzdal se dalších politických aktivit a odešel do soukromí. Nadále se věnoval spisovatelské činnosti a byl zvolen předsedou Akademie písemností a krásné literatury. Ve svých dílech se věnoval řadě témat, mimo jiné nastínil problematiku možnosti demokracie v monarchistickém zřízení (Considérations sur le gouvernement ancien et moderne, vydáno poprvé 1764). Zajímal se také o hospodářství a jako první použil termín volný trh. Byl patronem významných francouzských filozofů (Voltaire) a spolu s nimi patřil k proudu osvícenství. Jeho paměti byly vydány v 19. století v devíti svazcích (Journal et Mémoires du Marquis d'Argenson, 1861–1867).
V roce 1718 se oženil s Marií Madeleine de Méliand, dcerou státního rady Antoina de Méliand. Měli spolu dvě děti, syn Antoine-René de Voyer, markýz d'Argenson (1722–1787), byl krátce ministrem války (1757–1758) a poté velvyslancem v Polsku a Portugalsku. Dcera Marie Madeleine (1724-1768) se provdala za generála hraběte de Maillebois.
Kromě rodových statků v Touraine vlastnil sídlo v Paříži, kde byl jeho majetkem od roku 1720 palác Hôtel Laffemas. V roce 1746 si doživotně pronajal panství Château de Segrez jižně od Paříže, kde se po odvolání ze státních funkcí trvale usadil a také zde zemřel.